# Krukmakeri

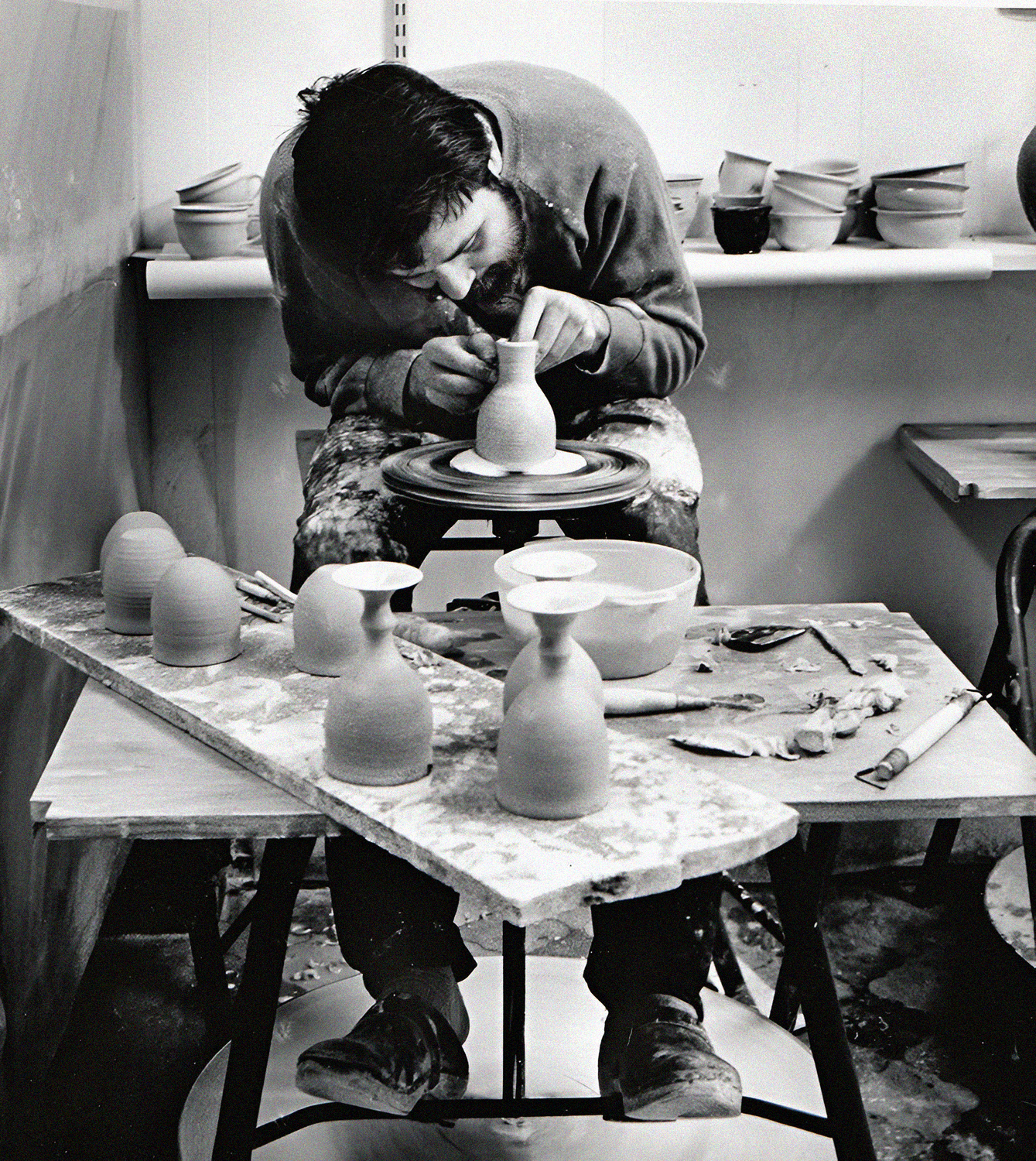
En krukmakare drejar med en fotdriven drejskiva.

Krukmakeri kan både beteckna tillverkning av krukor och andra föremål av lera, samt den verkstad där detta görs. En person som arbetar med krukmakeri kallas för krukmakare. Krukmakaren drejar krukor, fat och andra föremål på en drejskiva. 
Efter torkning bränns leran och bildar då ett nytt material: keramik, efter grekiskan keramos, som betyder bränd lera. Keramik kan bland annat delas in i lergods och stengods. Lergods bränns vid runt 1 000 °C och stengods vid runt 1 250 °C. Traditionellt arbetade krukmakaren med lergods, leran bröts i närheten av krukmakeriet och produktionen var till största del bruksgods. 

## Metoder

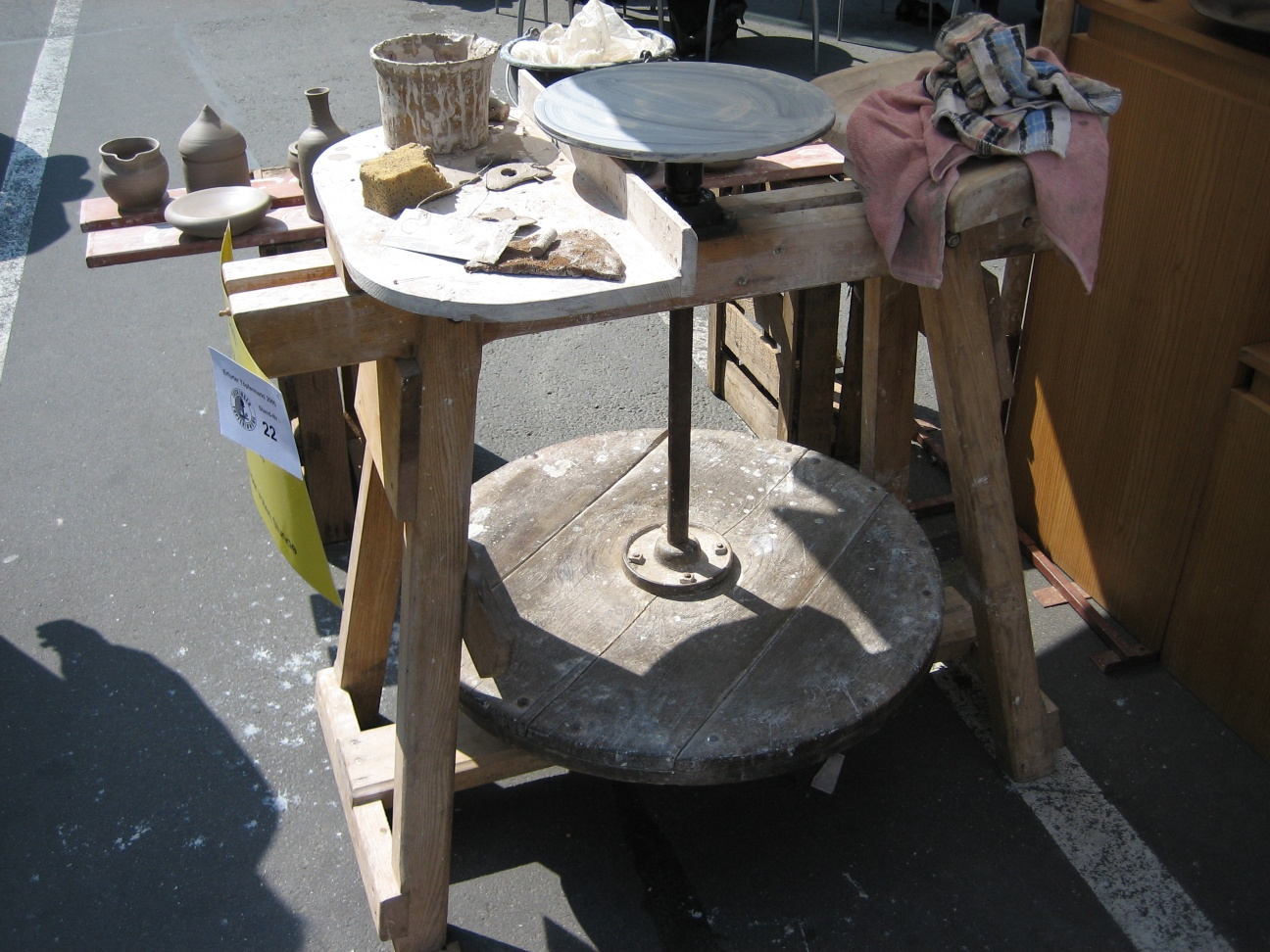
En drejskiva.

Den äldsta och mest ursprungliga metoden att tillverka krukor – ofta kallad ringtekniken – är att göra långa smala lerkorvar som läggs på varv på varv, där varje ny lerkorv trycks fast vid den tidigare. Ringtekniken har brukats på de äldsta fynd av keramik man funnit, och används fortfarande idag, bland annat av shipibofolket i Peru. Flera olika tekniker för att trycka fast lervarven finns.
Drejskivan uppfanns redan i det antika Egypten omkring 3000 f.Kr. Den spred sig dock ganska långsamt, för den är inte nödvändig för småskalig lerkärlstillverkning. Till Norden och Sverige kom drejskivan först under tidig medeltid. På andra håll i världen, bland annat i Afrika, har metoden använts in i modern tid.[källa behövs] I Amerika förekom inte heller drejning före européernas ankomst.
En drejskiva består av två runda skivor, monterade på en lodrät axel. Krukmakaren roterar den undre skivan med foten, som sätter den övre skivan i rörelse där sedan leran bearbetas. Det finns även drejskivor som drivs av till exempel elmotorer och vattenhjul.

### Bränning
Det finns även en rad olika tekniker för bränning och efterbearbetning av lerkärlen. Glasering är en av de vanligare efterbehandlingarna för modernare lerkärl. Glasyr i egentlig mening, genom att upphetta sand till extremt höga temperaturer kunde man även tidigare få sandkornen i leran att förglasas och därmed skapa en sorts glasyr. Sådan glasyr framställdes första gången i Kina under 600-talet. Araberna lyckades oberoende av den kinesiska tekniken att utveckla glasyren omkring år 1000. Under tidig medeltid spred den sig till Europa.
Obränd keramik har bland annat använts till lagringskärl, såsom för säd och liknande varor. Bränd keramik har istället använts till bland annat vattenbehållare och kokkärl.

## Antikens Grekland
Huvudartikel: Det antika Greklands keramik
Antikens greker utvecklade tidigt en stor skicklighet i att tillverka bruksföremål i keramik. De tillverkade många typer av speciella vaser; amforan användes för att lagra och transportera olja, kratern användes för att blanda vin, kryddor och vatten, lekyten var formad som en flaska och användes för offergåvor.